# Gradec
Gradec è un comune della Croazia di 3 920 abitanti della Regione di Zagabria.